# 中島斌雄
中島 斌雄（なかじま たけお 1908年10月4日 - 1988年3月4日）は、東京府東京市出身の俳人・国文学者。本名は武雄。旧号月士。
芝区（現港区）生。東京帝国大学文学部国文科大学院修了。近世文学、俳諧史を専攻。日本女子大学名誉教授。

## 来歴
旧制芝中学校在学時、同級生の漫画家・小川たけしが刊行した『虎落笛』という雑誌に投句している。後に俳句を小野蕪子に師事し「鶏頭陣」に所属。東大俳句会で高浜虚子の指導を受け「ホトトギス」「馬酔木」に投句。
一時中断を経て1946年「麦」を創刊。同誌に俳諧史研究からの理念をもとに現代俳句に関する評論を連載。句作においては知的な構成と叙情とを特徴とし、時に難解な表現に傾きつつも独自の道を辿った。代表句は「雲秋意琴を賣らんと横抱きに」など。句集に『樹氷群』『光炎』『火口壁』『わが噴煙』『肉声』『牛後』『中島斌雄全句集』、ほかに近代俳句研究や現代俳句批評の著書がある。現代俳句協会創立にも関わり副会長も務めた。

## 関連文献
- 田沼文雄編 『中島斌雄の世界』 1992年